# 伊藤史峻
伊藤 史峻（いとう ふみたか、1990年11月20日 -）は、日本の放送作家・演出家・パーソナリティ・コラムニスト・プロデューサー。長崎県出身。

## 人物・来歴
上智大学理工学部情報理工学科卒業。
株式会社KADOKAWA入社後、映像製作部署のプロデューサーを経てコミックウォーカーの立ち上げに参加するなど、数々のイベントやメディア露出もしている。
現在は、株式会社集英社にて、デジタルコミックの少年マンガ領域やプロモーション領域の統括をし、AI対話型マンガレコメンドサービス『DEAIBOOKS』や大人気漢字ルビクイズゲーム『漢字でGO! 集英社マンガ祭』などの複数のサービスの立ち上げも担当している。